# ریشارد گراف فون شسبرگ-تانهایم
ریشارد گراف فون شسبرگ-تانهایم (آلمانی: Richard Graf von Schaesberg-Tannheim; ۷ ژانویهٔ ۱۸۸۴ – ۲۰ سپتامبر ۱۹۵۳) سوارکار اهل آلمان بود.